# Сычуань
Сычуа́нь (кит. 四川, пиньинь Sìchuān; носу ꌧꍧ, syp chuo) — провинция на юге центральной части КНР. Столица и крупнейший город — Чэнду. Согласно переписи 2020 года, в Сычуани проживало 83,674 млн человек.

## Название
Название является сокращением от Чуанься сы лу (川峡四路, «четыре области Чуанься́»), и связано с тем, что во времена империи Сун на этой территории изначально была область Чуанься («ущелье реки»), которая впоследствии была разделена на четыре области — лу.
В русском языке слово «Сычуань» склоняется как существительное женского рода.

## География
Занимаемая провинцией площадь составляет около 490 тыс. км² (5-е место). Сычуань граничит со следующими административными образованиями: с Тибетом на западе, с Цинхаем на северо-западе, с Ганьсу на севере, с Шэньси на северо-востоке, с Чунцином на юго-востоке, с провинциями Юньнань и Гуйчжоу на юге. По данным на 2021 год площадь природоохранных территорий национального уровня в Сычуани составляла 89 780 км², или около 18,3 % общей площади всей провинции; по доле охраняемой территории Сычуань занимает 3-е место среди 31 административной единицы высшего уровня Китая (кроме Гонконга, Аомыня и Тайваня), после Тибетского автономного района и Цинхая. В список Всемирного наследия ЮНЕСКО входят следующие природные объекты: Резерваты большой панды, Цзючжайгоу и Хуанлун.

### Рельеф
Восточная часть провинции расположена в холмистой Сычуаньской котловине с высотами в пределах 300—700 м. С северо-востока впадину окаймляет хребет Дабашань. На самом юге провинции начинается Юньнань-Гуйчжоуское плато, львиная часть которого покинула Сычуань вместе с отделившимся городом Чунцином.
На западе провинции возвышаются Сино-Тибетские горы, составляющие окраину Тибетского плато. В англоязычной литературе они известны как горы Хэндуань (Хэндуаньшань, горы = шань). Главная вершина всей горной системы и провинции Сычуань — Гунга́, она же Минья Конка (7556 м). По максимальной высоте Хэндуаньшань занимает пятое место в списке после Гималаев, Каракорума, Гиндукуша и Памира. Сино-Тибетские горы состоят из нескольких хребтов, разделённых глубокими долинами реки Янцзы и её притоков. Хребты перечислены при движении от Тибета на восток, не выходя за рамки Сычуани.
- Чолашань. Высочайшая точка — гора Чола (6168 м).
- Шалулишань. Гэньен (6204 м).
- Гункарашань. Каварани (5992 м).
- Дасюэшань. Гунга (7556 м).
- Цюнлайшань. Сыгунян (6250 м).
- Миньшань. Сюэбаодин (5588 м).
- Лунмэньшань. Цзюдин (4984 м).

- Гора Гунга (7556 м)
- Сычуаньская впадина 3000 лет назад
- Хребет Миньшань, долина Цзючжайгоу
- Хребет Шалулишань, гора Чанадордже (5958 м)

### Землетрясения
12 мая 2008 года в Сычуани произошло мощное землетрясение, разрушившее значительную часть городов провинции. Магнитуда землетрясения — 8. Погибло более 69 тыс. человек.

### Климат
Субтропический муссонный климат переходит на западе в высокогорную разновидность субтропического континентального климата. Существует тенденция к развитию инверсий в Сычуаньской впадине. Они принимают зимой адвективный характер, так как ветер с высотой поворачивает через южные румбы, и пробиваются вертикальной конвекцией жаркими летними днями. Основным источником влаги являются муссоны, дующие в тёплое полугодие из Тихого океана. Облака, приносимые из Индийского океана, застревают над западной периферией Хэндуаньшаня. Влажные муссоны, перевалив через частокол Сино-Тибетских гор, превращаются с подветренной стороны в иссушающие фёны, эффекты которых возрастают с перепадом высот.
Календарной зимой погода в Сычуаньской котловине похожа на таковую в Ферганской долине, только на несколько градусов теплее. Небо заволакивает подинверсионная слоистая облачность, виновная в большом количестве пасмурных дней. Остывающий воздух сжимается, соответственно растёт его относительная влажность вплоть до образования туманов. Копятся, прижимаясь к земле, ядовитые выхлопы. Дожди в это время года скудны из-за малой активности полярного фронта, отделяющего Индию от Сибирского антициклона, а снег и вовсе редкость, потому что холодные вторжения с севера обходят горные преграды стороной. В горах бывают морозы до −20 °C, кое-где — под −40 °C.
Лето в Сычуаньской котловине жаркое и душное, но не настолько, как в Шанхае. Разница в высоте даёт о себе знать. Вверх устремляются клубящиеся облака. Гремят грозы. Сычуаньская впадина занимает второе место в Китае по плотности молний на км². Из кучево-дождевых облаков идут тропические ливни, которые в иной год вызывают наводнения. К счастью, свирепые тайфуны разваливаются по дороге сюда. В горах с высотой становится прохладнее. На некоторых вершинах сохраняются вечные снега, и сползают вниз ледники, дающие начало местным рекам.

### Растительный мир
В Сычуани зарегистрировано около 9300 видов сосудистых растений, что стало вторым результатом после соседней Юньнани. «Горячая точка биоразнообразия», «колыбель растений», «сад Китая» — так говорят про Сычуань, в особенности про Сино-Тибетские горы. В одних только пандовых заповедниках растут больше ста видов рододендрона и 22 вида орхидей. Поражает число эндемиков. Есть в провинции свой перец (Piper mullesua) и лимон.
В Сычуани высотная поясность меняется, если передвигаться от одной горы к другой, может отличаться на склонах разной экспозиции; но есть общая закономерность: склоны, обращённые к Сычуаньской котловине, увлажнены лучше, чем изолированные от океанов внутренние районы Сино-Тибетских гор, хранящие наследие древней тетийской флоры (эремурус…).
Со стороны Сычуаньской впадины спускается вниз ряд из островной субнивальной растительности, альпийских лугов и кустарников, субальпийских хвойных лесов, смешанных, полувечнозелёных (полулистопадных) и, наконец, субтропических вечнозелёных лесов. Тропическая примесь выражена слабее, чем со стороны Мьянмы. В глубине Сино-Тибетских гор нарастает доля степных трав. Субальпийские хвойные леса уступают часть позиций зарослям можжевельника и рододендрона, а также склерофильным лесам из вечнозелёных дубов. Расширяются площади сосновых лесов. В сухих долинах заключено несколько высотных поясов: прохладно-умеренный, тепло-умеренный (субтропический) и горячий с полусаваннами, что появляются на самом юге, в излучине Янцзы.
| Альпийские луга            | Кобрезия, мытник, остролодочник, примула, меконопсис (меконопсис пурпурный…), родиола, живокость, купальница, соссюрея… |
| Субальпийские хвойные леса | Ель, пихта, лиственница, берёза, тополь, рябина, клён, рододендрон, жимолость, смородина, карликовый бамбук (Arundinaria = Bashania), папоротники… |
| Смешанные леса             | Тсуга, ель, тис, дуб, липа, ясень, вяз, клён, граб, вишня, сирень, рододендрон, дейция, бересклет, малина, скиммия, карликовый бамбук… |
| Полувечнозелёные леса      | Бук, тетрацентрон, багрянник японский, орех, лапина, тетрадиум, конский каштан, дзельква, калопанакс, давидия, кладрастис, эуптелея, магнолия, клён, мелиосма, стиракс, гортензия, Lindera, будлея, стахиурус, калина, энкиантус, декенея, корилопсис… |
| Полувечнозелёные леса      | Куннингамия, кетелеерия, сосна Армана, дуб (Cyclobalanopsis), литокарпус, коричник, фебе, литсея, волчелистник, падуб, рододендрон, магония, пираканта, эурия, хельвингия, ардизия, низкорослый бамбук (фаргезия)…                                     |
| Субтропические леса        | Коренные: вышеперечисленные вечнозелёные породы, кастанопсис, Machilus, Schima sinensis, магнолия (михелия), камелия, бадьян, элеокарпус, хурма, шеффлера, Gamblea, пальма трахикарпус Форчуна, фикус, питтоспорум, симплокос, кадсура…                |
| Субтропические леса        | Вторичные: сосна, дуб, кизил, альбиция, идезия, айлант, Trema (plant), маллотус, токсикодендрон, красивоплодник, эускафис, турпиния, зантоксилум, будлея, клеродендрум…                                                                                |
| Сухие долины               | Можжевельник, кипарис Чэна (Cupressus chengiana), барбарис, карагана, софора, кизильник, шиповник, спирея, кариоптерис, лещина, ковыль, осока, полынь…                                                                                                 |
| Сухие долины               | Сосна, кипарис Дюклу, дуб, фисташка, каркас, маслина, индигофера, лох, витекс, жасмин, саркококка, баугиния, шалфей… |
| Сухие долины               | Саговник паньчжихуанский, бомбакс сейба, альбиция, эритрина, туна реснитчатая, Garuga forrestii, эмблика, фисташка, молочай Ройля, юстиция, цимбопогон, бородач…                                                                                       |

### Животный мир
В Сычуани найдено около 750—800 видов птиц — больше половины отмеченных для Китая. Велико разнообразие амфибий и рептилий. Обнаружено много насекомых. Количество видов млекопитающих превышает 240. Фауна наземных позвоночных распределена по Цинхай-Тибетскому, Центральному и Юго-западному (Гималае-Хэндуаньскому) зоогеографическим регионам Китая.

#### Млекопитающие
- Приматы: рокселланов ринопитек, тибетский макак и макак-резус. Перечисленные обезьяны устойчивы к зимним холодам.
- Хищные
  - Собакообразные: пандоподобный, гималайский и бурый медведи; малая панда; серый и красный волки[36], обыкновенная и тибетская лисицы, енотовидная собака; азиатский и китайский барсуки, свиной барсук, харза, выдра, колонок, степной хорёк, солонгой.
  - Кошкообразные: леопард, снежный барс, дымчатый леопард, рысь, катопума Темминка, манул, китайская горная кошка, бенгальская кошка, камышовый кот; гималайская и азитаская циветы, мусанг; мангуст-крабоед, пятнистый линзанг.
- Парнокопытные
  - Полорогие: домашний як (дикого нет), такин, архар и голубой баран, горалы, серау, тибетский дзерен, тибетская антилопа.
  - Оленевые и кабарговые: беломордый, благородный, пятнистый и хохлатый олени, замбар, сибирская косуля, китайский мунтжак; кабарги.
  - Прочие: кианг, кабан.
- Зайцеобразные: курчавый и юньнаньский зайцы, заяц-толай. Тут, на Тибетском плато, находится центр распространения пищух[37].
- Грызуны
  - Белкообразные: сычуаньская соня; гималайский сурок, азиатский бурундук, обыкновенная летяга, гигантские и волосатоногая летяги, краснобрюхая белка, Tamiops swinhoei, Dremomys pernyi.
  - Прочие: малайский и азиатский кистехвостый дикобразы; канский хомяк, полёвки; цокоры; крысы из разных родов, мыши.
- Насекомоядные: амурский и китайский ежи, Hylomys sinensis; восточноазиатские кроты, китайские землеройковые кроты, Mogera insularis, белозубки, бурозубки.
- Рукокрылые: летучая собака Лешенолта, подковоносы, ночницы, алашаньский кожановидный нетопырь, индийский ложный вампир, малая бамбуковая летучая мышь[34].

#### Птицы
Горы провинции являются частью центра разнообразия фазановых. Труднодоступные формы рельефа стали убежищем для золотого фазана, серебряной лофуры и леди Амхерст. В нём сохранились монал, итагин, трагопан и ещё более десятка представителей семейства. В Сычуани найдено три вида диких попугаев. Встречается много водно-болотных птиц: от обыкновенной кряквы до яванского марабу. Нашлось место и для озёрной чайки.
Высотное распределение птиц дано для восточного склона Гунгашаня. Поверх границы леса обнаружены китайский кольчатый попугай, снежный гриф, бородач из семейства ястребиные, тибетский улар, снежная куропатка, белогрудый голубь и жаворонок. Помимо них встречаются виды ласточек, синиц, камышовок, мухоловок и чечевиц.
В поясах хвойных и смешанных лесов водятся различные фазановые и врановые, ястребы, пустельга, длиннохвостая неясыть, скалистый голубь, зимородок, иволга, дрозды, кукушки, дятлы… Водно-болотные представлены гусями, белокрылой цаплей, фифи…
В субтропических и полувечнозелёных лесах обитают фазановые, горный хохлатый орёл, совки, воробьиные сычи, клинохвостый зелёный голубь, попугай Финша, коэль, нектарницы, кустарницы, личинкоеды, ошейниковый бюльбюль, дронго, дятлы. Берега водоёмов и топкие места населены кваквой, восточной цаплей (Bubulcus coromandus), чибисом, вальдшнепом.
Там, где гора Гунга переходит в сухую долину, найдено несколько хищников: беркут, чёрная база (Aviceda leuphotes), амурский кобчик… Помимо них зарегистрированы обыкновенный фазан, пятнистая горлица, ошейниковая альциона, короткоклювый длиннохвостый личинкоед, даурская ласточка, полосатогорлая минла… Распространены майны из семейства скворцовые, к которым зимой присоединяются овсянки. Водоёмов придерживаются различные утки, малая белая цапля и бекас.
Особого внимания заслуживает цветовая гамма местных птиц. Красные оттенки есть у Carpodacus vinaceus, алого вьюрка и трогонов. Жёлтый наряд присущ китайской иволге. Зелёным оперением могут похвастать голубощёкий бородастик, изумрудная бронзовая кукушка и длиннохвостый ширококлюв. В синий цвет окрашены лазоревая птица и мухоловка Вердитерова.
- Золотой фазан
- Алый вьюрок
- Голубощёкий бородастик
- Мухоловка Вердитерова

## История
В эпоху неолита и бронзы здесь существовала культура Саньсиндуй (III—I тыс. до н. э.).
Во времена империи Сун на этих землях была учреждена провинция Чуанься (川峡路). Впоследствии в результате изменений административно-территориального деления вместо провинции Чуанься образовалось четыре новых провинции. Вместе эти четыре провинции называли «четыре провинции Чуанься» (川峡四路), или сокращённо «четыре Чуань» (四川) — так и появилось современное название провинции (слово «четыре» в китайском языке звучит как «сы»).
В Монгольской империи Юань территория Сычуани была сначала подчинена Шэньсийскому полевому секретариату (陕西等处行中书省). Хан Хубилай в 1260 году учредил Циньско-Шуский полевой секретариат (秦蜀行省), позднее переименованный в Шэньси-Сычуаньский полевой секретариат (陝西四川行中书省). В 1286 году Шэньси-Сычуаньский полевой секретариат был разделён на два, и территория Сычуани оказалась в ведении Сычуаньского полевого секретариата (四川等处行中书省). После свержения монгольского правления и основания китайской империи Мин территория, ранее подвластная Сычуаньскому полевому секретариату, стала провинцией Сычуань.
В 1911 году в провинции началось Сычуаньское восстание, которое непосредственно предшествовало Синьхайской революции
В 1939 году западная часть провинции Сычуань была выделена в отдельную провинцию Сикан, западная часть которой в 1950 году была передана в состав Тибетского автономного района. В начале 1950 года власти КНР расформировали провинцию Сычуань, а территорию разделили на четыре административных региона: Чуаньси (川西行署区), Чуаньдун (川东行署区), Чуаньбэй (川北行署区) и Чуаньнань (川南行署区). В 1952 году эти четыре региона были вновь объединены в провинцию Сычуань. В 1955 году была упразднена провинция Сикан, а её территория вновь вошла в состав Сычуани.
В 1997 году Чунцин был выведен из-под юрисдикции провинции Сычуань и стал городом центрального подчинения.

## Население
Большинство населения провинции составляют ханьцы (собственно китайцы). В провинции также живут национальные меньшинства — народы и, наси, тибетцы и цян. Тибетцы, цян, а также народ и имеют собственные автономные округа в пределах провинции — Гардзе-Тибетский, Нгава-Тибетско-Цянский и Ляншань-Ийский соответственно.
По данным переписи населения КНР 2010 года, первые пять народностей по численности населения в провинции Сычуань были следующие:
| Народность | Население  | Процент |
| ---------- | ---------- | ------- |
| ханьцы     | 75 509 724 | 93,90 % |
| и          | 2 643 953  | 3,29 %  |
| тибетцы    | 1 496 524  | 1,86 %  |
| цян        | 296 931    | 0,37 %  |
| мяо        | 164 642    | 0,20 %  |

### Языки
Языки Сычуани в основном являются членами трёх подсемейств сино-тибетских языков. Когда-то сычуаньцы (ханьский субэтнос) говорили на своём варианте разговорного китайского языка, называемом ба-шу, или старосычуаньском языке, до того, как он вымер во времена династии Мин. Сейчас большинство из них говорят на современном сычуаньском диалекте севернокитайского языка. Он является лингва-франка в Сычуани, Чунцине и восточной части Тибета. 
Хотя сычуанский идиом обычно классифицируется как диалект севернокитайского языка, он сильно отличается по фонологии, словарному запасу и даже грамматике от стандартного китайского языка (путунхуа). Диалект миньцзян особенно сложен для понимания носителям других севернокитайских диалектов.
Гардзе-Тибетский автономный округ и Нгава-Тибетско-Цянский автономный округ в западной части Сычуани населены тибетцами и цянами. Тибетцы говорят на кхамско-тибетском и амдо-тибетском языках, которые относятся к группе тибетских языков, а также на различных цянских языках. 
Цяны говорят на различных цянских языках и часто также на тибетских языках. Народ и из Ляншань-Ийского автономного округа в южной части Сычуани говорит на языке носу, который является одним из лоло-бирманских языков; язык и пишется с использованием письма и, слогового письма, стандартизированного в 1974 году. Юго-западный университет национальностей имеет один из самых известных в Китае факультетов тибетологии, а издательство Southwest Minorities Publishing House печатает литературу на языках меньшинств. В районах проживания национальных меньшинств в Сычуани существуют двуязычные вывески, обучение в государственных школах проводится на языках национальных меньшинств, отличных от китайского.

## Административно-территориальное деление
Провинция делится на 21 административно-территориальную единицу: 17 городских округов, 1 город субпровинциального значения и 3 автономных округа.
| Карта | №                         | Русское название   | Китайское название           | Пиньинь                         | Статус |
| ----- | ------------------------- | ------------------ | ---------------------------- | ------------------------------- | ------ |
|       |                           |                    |                              |                                 |        |
| 1     | Гардзе-Тибетский АО       | 甘孜藏族自治州     | Gānzī Zàngzú zìzhìzhōu       | Автономный округ                |        |
| 2     | Нгава-Тибетско-Цянский АО | 阿坝藏族羌族自治州 | Ābà Zàngzú Qiāngzú zìzhìzhōu | Автономный округ                |        |
| 3     | Мяньян                    | 绵阳市             | Miányáng shì                 | Городской округ                 |        |
| 4     | Гуанъюань                 | 广元市             | Gǔangyúan shì                | Городской округ                 |        |
| 5     | Наньчун                   | 南充市             | Nánchōng shì                 | Городской округ                 |        |
| 6     | Бачжун                    | 巴中市             | Bāzhōng shì                  | Городской округ                 |        |
| 7     | Дачжоу                    | 达州市             | Dázhōu shì                   | Городской округ                 |        |
| 8     | Яань                      | 雅安市             | Yǎ'ān shì                    | Городской округ                 |        |
| 9     | Чэнду                     | 成都市             | Chéngdū shì                  | Город субпровинциального уровня |        |
| 10    | Дэян                      | 德阳市             | Déyáng shì                   | Городской округ                 |        |
| 11    | Суйнин                    | 遂宁市             | Sùiníng shì                  | Городской округ                 |        |
| 12    | Гуанъань                  | 广安市             | Guǎng'ān shì                 | Городской округ                 |        |
| 13    | Мэйшань                   | 眉山市             | Méishān shì                  | Городской округ                 |        |
| 14    | Цзыян                     | 资阳市             | Zīyáng shì                   | Городской округ                 |        |
| 15    | Лэшань                    | 乐山市             | Lèshān shì                   | Городской округ                 |        |
| 16    | Нэйцзян                   | 内江市             | Nèijiāng shì                 | Городской округ                 |        |
| 17    | Цзыгун                    | 自贡市             | Zìgòng shì                   | Городской округ                 |        |
| 18    | Ибинь                     | 宜宾市             | Yíbīn shì                    | Городской округ                 |        |
| 19    | Лучжоу                    | 泸州市             | Lúzhōu shì                   | Городской округ                 |        |
| 20    | Ляншань-Ийский АО         | 凉山彝族自治州     | Liángshān Yízú zìzhìzhōu     | Автономный округ                |        |
| 21    | Паньчжихуа                | 攀枝花市           | Pānzhīhūa shì                | Городской округ                 |        |

## Вооружённые силы
В Чэнду расположены штабы Западного военного округа НОАК, 77-й бригады армейской авиации и авиадивизии военно-транспортной авиации, а также Институт ядерной энергии Китая и 57-й НИИ (Юго-западный институт электронных и телекоммуникационных технологий); в Цюнлае — штаб 4-й авиадивизии; в Ибине — штаб 621-й ракетной бригады и завод № 812 (производство ядерных оружейных материалов и топлива для АЭС); в Сичане — одноимённый космодром; в Мяньяне — Китайская академия инженерной физики («китайский Лос-Аламос») и 58-й НИИ (Юго-западный исследовательский институт автоматики); в Гуанъюане — завод № 821 (сборка ядерных боеприпасов).

## Экономика
Сычуань — родина бумажных денег, изначально называвшихся Цзяоцзы. Отсюда изобретение торговцев распространилось по всему миру. По итогам 2020 года валовой региональный продукт провинции вырос на 3,8 % и достиг 4,86 трлн юаней (около 756 млрд долл. США). В течение последних пяти лет в провинции наблюдался 7-процентный среднегодовой рост ВРП. 1,7 трлн юаней (267 млрд $ США) из указанного числа произвёл столичный Чэнду, который вошёл в первую десятку китайских городов по различным положительным рейтингам и обогнал по темпам развития знаменитый Шэньчжэнь. Почти 300 компаний из списка Fortune Global 500 ведут здесь свой бизнес. В этой статье использована трёхсекторная модель экономики. Добыча топливного сырья относится к первичному, а выработка электричества — ко вторичному сектору.

### Первичный сектор
Экономика данного административно-территориального образования, прослывшего «Провинцией изобилия», опирается на солидную природно-ресурсную базу.

#### Добывающая промышленность
Сычуаньский бассейн — один из крупнейших в Китае по добыче природного газа. Основной объём добычи приходится на компанию PetroChina Southwest Oil & Gasfield — дочернюю структуру государственной группы PetroChina (более 40 млрд кубометров в 2023 году). Иностранные компании помогли технологиями по извлечению сланцевого газа, производство которого стремительно растёт (до 15 млрд м³ в 2019 году). Газ обеспечивает потребности в топливе 80 % промышленности и миллионов домохозяйств. Недалеко от административного центра качают нефть. Угольные пласты бассейна давно разрабатываются шахтёрами. На территории провинции сосредоточено более половины залежей ванадия, кобальта и титана в КНР, а также значительные запасы железной руды, лития, германия, серебра, никеля, урана и других полезных ископаемых, таких как фосфориты и соль. Соляная промышленность существует с древности.

#### Сельское хозяйство и лесоводство
Земледельцы освоили Сычуань 4500—6000 лет назад. С течением веков была изобретена использующаяся и поныне оросительная система Дуцзянъянь, внесённая в список Всемирного наследия Юнеско. Сельское хозяйство является интенсивным. Благоприятный климат позволяет собирать по три урожая в год, например, в 2019 году получили 35 млн тонн зерновых. Сельская местность состоит из ферм, зачастую родовых. Фермы орошаются. Возле зданий высаживают бамбуковые рощи для хозяйственных нужд и разбивают фруктовые сады, в которых поспевают мандарины, персики и киви. Рыбоводческие пруды украшают лотосами. Низменности отводятся под поля с рисом, пшеницей, рапсом и овощами, занимаются плантациями сахарного тростника. Дабы холмы не пустовали, их покрывают лесопосадками криптомерии, куннингамии, эвкалипта и других пород, обладающих ценной древесиной. На склонах растят чай. Сычуань занимает первое место среди провинций КНР по производству свинины и второе — по сбору коконов шелкопряда.
Коммерческие рубки ведутся в созданных для этого плантациях. Частичный запрет на добычу древесины в натуральных лесах не коснулся программы по переселению тибетских пастухов из палаток в деревянные дома, чем воспользовались организаторы нелегальных рубок. До 2000 года лесистость провинции быстро падала, но после этой даты выросла на 32 % за счёт прибыльных лесопосадок.

### Вторичный сектор

#### Энергетика
Сычуань является важным экспортёром электроэнергии в другие регионы Китая. Основную часть электричества вырабатывают гидроэлектростанции. С серьёзным отставанием от них идут угольные ТЭС. Ветер и газ дают пока незначительный вклад в общую генерацию, хотя ветропарки ставятся в больших количествах. Солнечные электростанции создаются специально для борьбы с бедностью в тибетских поселениях. Ожидается, что тибетцы будут зарабатывать на продаже излишков электричества.
В марте 2022 года был введён в промышленную эксплуатацию последний энергоблок гидроэлектростанции Лянхэкоу на реке Ялунцзян.

#### Обрабатывающая промышленность
У текстильного ремесла давняя история. Известно, что Сычуаньская парча доставлялась в Римскую империю по Великому шёлковому пути. В регионе разместилось, помимо швейных фабрик, производство модной обуви. Продукты питания изготовляют в десятках продовольственных кластерах. В 2017 году сделано 4,3 млн тонн байцзю и 15 тыс. тонн вина.
В Сычуаньской впадине и в районе Паньчжихуа создана мощная химическая и металлургическая промышленность (включая алюминиевую). Одна из компаний Чэнду производит монокристаллические лопатки из рений-никелевого суперсплава для реактивных двигателей WS-10B.
В Дэяне обосновался третий по значимости в Китае производитель турбин для ГЭС и ветрогенераторов «Dongfang Electrical Company». Мировой лидер по производству солнечных батарей «JinkoSolar» открыл в Лэшане свой завод монокристаллических пластин мощностью 5 ГВт. «Tongwei Solar» идёт за ним по пятам с фабриками в Чэнду и Мэйшане.
За автомобилестроение отвечают «FAW-Volkswagen», «Geely» с купленным им «Volvo», «FAW Toyota Motor» и «Dongfeng Peugeot Citroen Automobile». В 2016 году было произведено более 1 млн машин в одном только Чэнду. Город Наньчун собирает грузовики и электробусы. В Ибине расширяется производство литий-ионных аккумуляторов для электротранспорта компании «CATL». Тепловозы экспортирует Цзыян, а вагоны к ним — Мэйшань.
Аэрокосмическая промышленность выпускает истребители J-20 и J-10С, беспилотники TB001 и Wing Loong II. Военную линейку продолжают баллистические ракеты. Для гражданских нужд поставляются авиакомпоненты к самолётам (Аэробус, Боинг и в перспективе С919), ракеты-носители и наземные станции спутниковой связи.
Ставка Чэнду и Мяньяна на электронику приносит плоды. Там уже делают или будут делать процессоры («Intel»), чипы памяти 3D NAND («Tsinghua Unigroup»), интегральные микросхемы («Texas Instruments»), AMOLED дисплеи («BOE»), планшеты IPad и ноутбуки для «Apple» («Foxconn»), сетевое оборудование («Huawei»). Электронный кластер расширился на город Ибинь, куда переехало производство интеллектуальных терминалов компании Konka Group. В новом районе Тяньфу развивают биофармацевтику.

### Третичный сектор

#### Внешняя торговля
В 2019 году внешнеторговый оборот провинции Сычуань вырос на 13,8 % до 677 млрд юаней (98,7 млрд $ США). После вступления Китая в ВТО объем внешней торговли провинции Сычуань увеличился с 32,48 млрд юаней (5,10 млрд долл. США) в 2001 году до 808,19 млрд юаней (126,90 млрд долл. США) в 2020 году. Ежегодные темпы роста составили 16,8 %. Доля электромеханических изделий в экспорте Сычуаня увеличилась с 19,3 % в 2001 году до 87,8 % в 2020 году, доля участия частных предприятий во внешнеторговых операциях провинции выросла с 9,7 % в 2001 году до 22,8 % в 2020 году.
По итогам 2020 года внешнеторговый оборот провинции Сычуань вырос на 19 % в годовом исчислении и составил 808,2 млрд юаней (около 124,9 млрд долл. США). Товаров и услуг было продано на большую сумму, чем импортировано. Объём экспорта достиг 465,4 млрд юаней (+ 19,2 % в годовом исчислении), а объем импорта — 342,8 млрд юаней (+ 18,8 %). В структуре экспорта преобладала электрическая и механическая продукция. Экспорт электромеханических изделий достиг 408,24 млрд юаней (+ 27,5 %) и составил 87,7 % от общей суммы экспорта провинции, импорт этой продукции достиг 309,7 млрд юаней (+ 23,2 %), составив 90,4 % от общей стоимости импорта провинции Сычуань. Экспорт ноутбуков увеличился на 29 %, а планшетных компьютеров — на 49 %, среди импорта после электромеханических изделий наибольшим спросом пользовались органические химикаты и пластмассы. Внешнеторговый оборот провинции со странами и регионами вдоль «Пояса и пути» увеличился на 24 % в годовом исчислении до 245,5 млрд юаней.

#### Туризм
Основной достопримечательностью экологического туризма является заповедник и питомник панд и Институт панды в окрестностях Чэнду.
С 21 по 27 января 2023 года, во время каникул по случаю праздника Весны (традиционный китайский Новый год по лунному календарю), Сычуань приняла 53,88 млн туристов; по этому показателю провинция стала лидером в стране. Доход провинции от туризма за этот период достиг 24,216 юаней (3,57 млрд долл. США).

## Транспорт
Восток Сычуани имеет хорошо развитую транспортную инфраструктуру. Автомобильные и железные дороги переплелись в клубок, внутри которого расположились аэропорты. На горном западе плотность дорог уменьшается, но они становятся грандиознее. На берегу Янцзы находится крупнейший в провинции речной порт Лучжоу.

##### Космический
В горах на юго-западе разместился космодром Сичан, который занимает одно из первых мест в Китае по числу ежегодных космических запусков. Он сыграл ключевую роль в создании навигационной системы Бэйдоу.

##### Воздушный
В пригороде Чэнду действует международный аэропорт Шуанлю. В новом районе открылась первая очередь международного аэропорта Чэнду Тяньфу. Воздушная гавань имеет три взлётно-посадочные полосы и рассчитана на 60 млн пассажиров в год. После окончания второго этапа Тяньфу получит 6 ВПП и будет обслуживать до 120 млн человек в год, что сделает его одним из крупнейших в Китае. Во второстепенных городах находятся несколько аэропортов, ориентированных на внутренние рейсы.

##### Автомобильный
Сложно перечислить все скоростные автомагистрали провинции, потому что их много. Стоит упомянуть самую захватывающую из них, соединившую города Яань и Сичан. Не менее впечатляющей станет готовящаяся дорога Лэшань — Сичан.
В городе Ибинь запущен в коммерческую эксплуатацию новый вид общественного транспорта — автономный безрельсовый «трамвай» (ART), призванный составить конкуренцию обычным трамваям. Учитывая экологические проблемы, автобусы и такси в городах провинции переводят на электрическую тягу, благо здесь выстраивается цепочка от добычи лития до производства электрических транспортных средств.

##### Железнодорожный
| Выделенные высокоскоростные железные дороги | Выделенные высокоскоростные железные дороги | Выделенные высокоскоростные железные дороги | Выделенные высокоскоростные железные дороги | Выделенные высокоскоростные железные дороги                                       |
| Линия                                       | Год запуска                                 | Состояние                                   | Проектная скорость, км/ч                    | Примечание                                                                        |
| ------------------------------------------- | ------------------------------------------- | ------------------------------------------- | ------------------------------------------- | --------------------------------------------------------------------------------- |
| Чэнду — Чунцин                              | 2015                                        | Используется                                | 350                                         | Связала Чэнду с Шанхаем.                                                          |
| Чунцин — Куньмин                            |                                             | Строится                                    | 350                                         | Пройдёт через Ибинь провинции Сычуань. Это выход на Таиланд и Мьянму.             |
| Чэнду — Цзыгун — Ибинь                      |                                             | Строится                                    | 350                                         | Дорога провинциального значения.                                                  |
| Чэнду — Сиань                               | 2017                                        | Используется                                | 250                                         | Пробила хребет Циньлин и соединила Чэнду с Пекином.                               |
| Чэнду — Гуйян                               | 2019                                        | Используется                                | 250                                         | Соединила Чэнду с Шэньчжэнем.                                                     |
| Чэнду — Синин                               |                                             | Строится                                    | 200                                         | Состыкует Чэнду с потенциальной дорогой Китай — Европа.                           |
| Чэнду — Лхаса                               |                                             | Строится                                    | 200                                         | Это вторая дорога, которая достигнет Лхасы (центра Тибетского автономного района) |

Бурно развивается метрополитен Чэнду. Открывшись в 2010 г., уже к концу 2020 года он вышел на третье место в Китае по протяжённости, которая достигла, по разным данным, 519 или 558 км. В Чэнду запущен городской маглев, строятся новые трамвайные линии, действует подвесной монорельс. Родной для Дэн Сяопина город Гуанъань обзавёлся монорельсом «SkyRail» от компании «BYD».

## Наука и образование
Провинция Сычуань играет важную роль в китайских ядерных исследованиях. В Лэшане построен экспериментальный термоядерный реактор HL-2M, рассчитанный на разогрев плазмы до 200 млн °C. Токамак создан совместно Юго-западным институтом физики и «China National Nuclear Corporation». В Мяньяне находится большинство институтов Китайской академии инженерной физики, которая разрабатывает ядерное оружие и новые материалы.
В Чэнду расположены исследовательские центры британской «ARM», китайской «Huawei» и других компаний. Неподалёку от «Острова единорогов» нового района Тяньфу находятся парки для иностранных талантов и технологических исследований.
В Чэнду разработан прототип поезда маглев, максимальная скорость которого должна составить 620 км/ч.
Согласно QS World University Rankings 2020, лучшим вузом провинции стал Сычуаньский университет, занявший 24 место среди вузов Китая и получивший 601—650 место в глобальном рейтинге. Следом за ним идёт Университет электронных наук и технологий Китая.
По состоянию на 2021 год, ведущими научно-исследовательскими учреждениями провинции Сычуань являлись Сычуаньский университет (Чэнду), Университет электронной науки и техники Китая (Чэнду), Западно-китайский медицинский центр Сычуаньского университета (Чэнду), Юго-западный университет Цзяотун (Чэнду), Сычуаньский сельскохозяйственный университет (Яань), научный центр Chengdu Organic Chemicals Company Китайской академии наук (Чэнду), Юго-западный нефтяной университет (Чэнду), Западно-китайская стоматологическая больница Сычуаньского университета (Чэнду), Китайская академия инженерной физики (Мяньян), Институт оптики и электроники Китайской академии наук (Чэнду), Институт биологии Чэнду Китайской академии наук, Китайский Западный педагогический университет (Наньчун), Сычуаньский педагогический университет (Чэнду), Юго-Западный научно-технологический университет (Мяньян), Университет традиционной китайской медицины Чэнду.

## Культура
В провинции Сычуань был обнаружен целый комплекс сооружений 3 000-летней давности, занимающих более 250 квадратных метров. Предполагают, что это самое большое и самое совершенное архитектурное строение, когда-либо обнаруженное в руинах Цзиньша.
Обнаруженное сооружение находится на северо-востоке древнего города Цзиньша. Площадь раскопок занимает 2000 квадратных метров. По словам археологов, оно было построено в последний период правления династии Шан — 1600—1100 до н. э. около 3000 лет тому назад.
Древнее строение, 23 м длиной и почти 10 м шириной, состоит из пяти просторных помещений, в то время как жилище простолюдина в то время занимало лишь 5 метров на 3 метра.

### Всемирное наследие
В список Всемирного наследия ЮНЕСКО занесены следующие объекты, расположенные на территории провинции:
- Пейзажная достопримечательная зона  Цзючжайгоу[1];
- Пейзажная достопримечательная зона Хуанлун[1];
- Резерваты большой панды[1];
- Статуя Будды в Лэшане и гора Эмэйшань[1];
- Ирригационная система Дуцзянъянь и гора Цинчэншань[1].

### Кухня
Провинция Сычуань знаменита своей кухней и использованием в ней сычуанского перца. Сычуаньцы гордятся своим кулинарным наследием, которое называют одной из четырёх Великих Традиций китайской кухни. Блюда сычуаньской кухни отличаются остротой, горячей подачей, свежестью и ароматом ингридиентов.  Сычуаньская кухня очень популярна во всем Китае, равно как и тамошние шеф-повара (самые известные из них — Чэнь Кэньминь и его сын Чэнь Кеничи, который представлял КНР в японском кулинарном телесериале Iron Chef).

## Известные уроженцы
В этой провинции родился премьер-министр и министр иностранных дел Китайской республики Чжан Цюнь. Самый долгоживущий руководитель правительства Китая, он входит в число 12 руководителей глав государств и правительств мира, проживших более 100 лет. Он был губернатором провинции 7 лет (1940—1947).

## Области-побратимы
- Алматинская область (каз. Алматы облысы), Казахстан
- Баринас (штат) (исп. Barinas), Венесуэла
- Валенсия (автономное сообщество) (исп. Valencia, кат. Comunitat Valenciana), Испания
- Вашингтон (штат) (англ. Washington), США
- Брюссельский столичный регион (фр. Région de Bruxelles-Capitale, нидерл. Brussels Hoofdstedelijk Gewest), Бельгия
- Лестершир (англ. Leicestershire), Великобритания
- Мичиган (англ. Michigan), США
- Мпумаланга (зулу Mpumalanga), ЮАР
- Пернамбуку (порт. Pernambuco), Бразилия
- Префектура Хиросима (яп. 広島県), Япония
- Префектура Яманаси (яп. 山梨県), Япония
- Пхёнан-Намдо (кор. 평안 남도, 平安南道), КНДР
- Пьемонт (итал. Piemonte), Италия
- Северный Рейн-Вестфалия (нем. Nordrhein-Westfalen), Германия
- Татарстан (тат. Татарстан Республикасы), Россия
- Тольна (медье) (венг. Tolna), Венгрия
- Фрисландия (нидерл. Provincie Friesland, з.-фриз. Provinsje Fryslân), Нидерланды
- Чолла-Намдо (кор. 전라 남도, 全羅南道), Южная Корея
- Юг — Пиренеи (фр. Midi-Pyrénées), Франция